# Championnats d'Europe féminins de judo 1977
Navigation
Édition précédente Édition suivante
La 3e édition des championnats d'Europe féminins de judo s'est déroulée les 1er et 2 octobre 1977 à Arlon, en Belgique. 

## Résultats
| Épreuves             | Or                        | Argent                       | Bronze                                              |
| -------------------- | ------------------------- | ---------------------------- | --------------------------------------------------- |
| - 48 kg super-légers | Eva Hillesheim (FRG)      | Annie Mazaud (FRA)           | José Homminga (NED) Edith Bouthemy (FRA)            |
| - 52 kg mi-légers    | Edith Hrovat (AUT)        | Franka Luzzi (ITA)           | Maria Vittoria Fontana (ITA) Jeannine Peeters (BEL) |
| - 56 kg légers       | Sigrid Happ (FRG)         | Rebecca Ljungbergh (SWE)     | Jeanine Meulemans (BEL) Vera Van Der Meulen (NED)   |
| - 61 kg mi-moyens    | Ingrid Berg (FRG)         | Carina Thomas (NED)          | Martine Rottier (FRA) Andrea Hilger-Solbach (FRG)   |
| - 66 kg moyens       | Gabriele Czerwinski (FRG) | Marie-France Mill (BEL)      | Ute Drögekamp (FRG) Annie Laure Suc (FRA)           |
| - 72 kg mi-lourds    | Catherine Pierre (FRA)    | Concepción Costa (ESP)       | Barbara Claßen (FRG) Andrea Gerber (FRG)            |
| + 72 kg lourds       | Christiane Kieburg (FRG)  | Margit Schmutzer (AUT)       | Muriel Samery (FRA) Pia Olsson (SWE)                |
| Toutes catégories    | Jocelyne Triadou (FRA)    | Maria Theresia Schroth (AUT) | Christiane Kieburg (FRG) Catherine Pierre (FRA)     |

## Tableau des médailles
| Rang | Nation               | Or | Argent | Bronze | Total |
| ---- | -------------------- | -- | ------ | ------ | ----- |
| 1    | Allemagne de l'Ouest | 5  | 0      | 5      | 10    |
| 2    | France               | 2  | 1      | 5      | 8     |
| 3    | Autriche             | 1  | 2      | 0      | 3     |
| 4    | Pays-Bas             | 0  | 1      | 2      | 3     |
| 4    | Belgique             | 0  | 1      | 2      | 3     |
| 6    | Italie               | 0  | 1      | 1      | 2     |
| 6    | Suède                | 0  | 1      | 1      | 2     |
| 8    | Espagne              | 0  | 1      | 0      | 1     |
|      |                      | 8  | 8      | 16     | 32    |

## Sources
- Podiums complets sur le site JudoInside.com.

- Podiums complets sur le site Les-Sports.info.